# Vince Taylor (culturista)
Vince Taylor (Havre de Grace, 25 agosto 1956) è un ex culturista statunitense IFBB.
Vince Taylor ha mantenuto a lungo il Guinness dei primati per il maggior numero di gare IFBB professionistiche vinte, grazie ai ventidue titoli ottenuti nel corso della sua carriera. Tuttavia, questo record è stato superato da l'otto volte Mr. Olympia Ronnie Coleman che ha vinto ventisei titoli.
Nel 2006 è tornato a gareggiare all'Australian Pro, dove si è piazzato al terzo posto ed all'undicesimo posto di Mr. Olympia.

## Cronologia delle competizioni
- 2007 Arnold Classic, 10°
- 2007 Au°ralian Pro, 3°
- 2006 Mr. Olympia - 11°
- 2006 Au°ralian Pro - 3°
- 2002 Ma°ers Olympia - 2°
- 2001 Ma°ers Olympia - 1°
- 2000 Ma°ers Olympia - 1°
- 1999 Ma°ers Olympia - IFBB, 1°
- 1999 Arnold Classic - IFBB, 6°
- 1998 Arnold Classic - IFBB, 3°
- 1998 Arnold Classic - IFBB, Ma°ers, 1°
- 1998 Ma°ers Arnold - IFBB, Vincitore
- 1997 Arnold Classic - IFBB, 5°
- 1997 Grand Prix Czech Republic - IFBB, 7°
- 1997 Grand Prix England - IFBB, 7°
- 1997 Grand Prix Finland - IFBB, 6°
- 1997 Grand Prix Germany - IFBB, 9°
- 1997 Grand Prix Hungary - IFBB, 9°
- 1997 Grand Prix Russia - IFBB, 6°
- 1997 Grand Prix Spain - IFBB, 8°
- 1997 Olympia - Ma°ers - IFBB, Overall Vincitore
- 1997 Mr. Olympia - Ma°ers - IFBB, Ma°ers 40+, 1°
- 1996 Arnold Classic - IFBB, 4°
- 1996 Grand Prix Czech Republic - IFBB, 4°
- 1996 Grand Prix England - IFBB, 6°
- 1996 Grand Prix Germany - IFBB, 6°
- 1996 Grand Prix Russia - IFBB, 3°
- 1996 Grand Prix Spain - IFBB, 6°
- 1996 Grand Prix Spain - IFBB, 7°
- 1996 Grand Prix Switzerland - IFBB, 5°
- 1996 Mr. Olympia - Ma°ers - IFBB, Vincitore
- 1996 San Jose Pro Invitational - IFBB, 3°
- 1995 Grand Prix England - IFBB, Vincitore
- 1995 Grand Prix France - IFBB, Vincitore
- 1995 Grand Prix Germany - IFBB, 2°
- 1995 Grand Prix Germany - IFBB, 6°
- 1995 Grand Prix Russia - IFBB, 2°
- 1995 Grand Prix Spain - IFBB, 2°
- 1995 Grand Prix Ukraine - IFBB, Vincitore
- 1995 Hou°on Pro Invitational - IFBB, 2°
- 1995 Niagara Falls Pro Invitational - IFBB, Vincitore
- 1995 Night of Champions - IFBB, 2°
- 1995 Mr. Olympia - IFBB, 5°
- 1994 Arnold Classic - IFBB, 2°
- 1994 Grand Prix France - IFBB, 2°
- 1994 Grand Prix Germany - IFBB, 2°
- 1994 Ironman Pro Invitational - IFBB, Vincitore
- 1993 Arnold Classic - IFBB, 3°
- 1993 Grand Prix France - IFBB, 2°
- 1993 Grand Prix Germany - IFBB, 2°
- 1993 Ironman Pro Invitational - IFBB, 3°
- 1993 San Jose Pro Invitational - IFBB, Vincitore
- 1992 Arnold Classic - IFBB, Vincitore
- 1992 Ironman Pro Invitational - IFBB, Vincitore
- 1992 Mr. Olympia - IFBB, 6°
- 1992 Pittsburgh Pro Invitational - IFBB, Vincitore
- 1991 Arnold Classic - IFBB, 3°
- 1991 Grand Prix Denmark - IFBB, Vincitore
- 1991 Grand Prix England - IFBB, 2°
- 1991 Grand Prix Finland - IFBB, Vincitore
- 1991 Grand Prix Italy - IFBB, Vincitore
- 1991 Grand Prix Spain - IFBB, Vincitore
- 1991 Grand Prix Switzerland - IFBB, Vincitore
- 1991 Ironman Pro Invitational - IFBB, 5°
- 1991 Mr. Olympia - IFBB, 3°
- 1991 Pittsburgh Pro Invitational - IFBB, Vincitore
- 1989 Grand Prix England - IFBB, 2°
- 1989 Grand Prix Finland - IFBB, 2°
- 1989 Grand Prix Holland - IFBB, 4°
- 1989 Night of Champions - IFBB, Vincitore
- 1989 Mr. Olympia - IFBB, 3°
- 1988 Nationals - NPC, Overall Vincitore
- 1988 Nationals - NPC, Light-HeavyWeight, 1°
- 1987 Mr America - AAU, Medium, 1°
- 1987 Nationals - NPC, Light-HeavyWeight, 4°
- 1983 Mr. Berlin Heavy Weight - 1°